# Metrosideros
Genre
Classification phylogénétique
Synonymes
- Agalmanthus (Endl.) Hombr. & Jacquinot in J.S.C.Dumont d'Urville, Voy. Pôle Sud, Atlas: 78 (1845)
- Tepualia Griseb., Abh. Königl. Ges. Wiss. Göttingen 6: 119 (1854)
- Ballardia Montrouz., Mém. Acad. Imp. Sci. Lyon, Sect. Sci., sér. 2, 10: 204 (1860)
- Mearnsia Merr., Philipp. J. Sci., C 2: 283 (1907)
- Carpolepis (J.W.Dawson) J.W.Dawson, Bull. Mus. Natl. Hist. Nat., B, Adansonia 1984: 466 (1984 publ. 1985)
- Microsideros Baum.-Bod., Syst. Fl. Neu-Caledonien 5: 77 (1989)

Metrosideros est un genre de plantes à fleurs de la famille des Myrtacées incluant une cinquantaine d'espèces d'arbres, arbustes et lianes originaires des îles du Pacifique, des Philippines à la Nouvelle-Zélande en passant par les Îles Bonin, la Polynésie et la Mélanésie. On en trouve également en Afrique du Sud.
La plupart des arbres du genre sont de petite taille mais certains sont exceptionnellement grands, notamment les espèces originaires de Nouvelle-Zélande.

## Espèces du genreMetrosideros
Selon World Checklist of Selected Plant Families (WCSP) (23 févr. 2012) :
- Metrosideros albiflora Sol. ex Gaertn. (1788)
- Metrosideros angustifolia (L.) Sm. (1797)
- Metrosideros arfakensis Gibbs (1917)
- Metrosideros bartlettii J.W.Dawson (1985 publ. 1986)
- Metrosideros boninensis (Hayata ex Koidz.) Tuyama (1938)
- Metrosideros brevistylis J.W.Dawson, Bull. Mus. Natl. Hist. Nat., B (1984 publ. 1985)
- Metrosideros cacuminum J.W.Dawson, Bull. Mus. Natl. Hist. Nat., B (1984 publ. 1985)
- Metrosideros carminea W.R.B.Oliv. (1928)
- Metrosideros cherrieri J.W.Dawson, Bull. Mus. Natl. Hist. Nat., B (1984 publ. 1985)
- Metrosideros colensoi Hook.f. (1852)
- Metrosideros collina (J.R.Forst. & G.Forst.) A.Gray, U.S. Expl. Exped. (1854)
- Metrosideros cordata (C.T.White & W.D.Francis) J.W.Dawson (1976)
- Metrosideros diffusa (G.Forst.) Sm. (1797)
- Metrosideros dolichandra Schltr. ex Guillaumin (1934)
- Metrosideros elegans (Montrouz.) Beauvis. (1901)
- Metrosideros engleriana Schltr. (1906)
- Metrosideros excelsa Sol. ex Gaertn. (1788)
- Metrosideros fulgens Sol. ex Gaertn. (1788)
- Metrosideros gregoryi Christoph. (1938)
- Metrosideros halconensis (Merr.) J.W.Dawson (1976)
- Metrosideros humboldtiana Guillaumin (1938 publ. 1939)
- Metrosideros kermadecensis W.R.B.Oliv. (1928)
- Metrosideros laurifolia Brongn. & Gris (1865)
- Metrosideros longipetiolata J.W.Dawson, Bull. Mus. Natl. Hist. Nat., B (1984 publ. 1985)
- Metrosideros macropus Hook. & Arn. (1832)
- Metrosideros microphylla (Schltr.) J.W.Dawson, Bull. Mus. Natl. Hist. Nat., B (1984 publ. 1985)
- Metrosideros nervulosa C.Moore & F.Muell. (1874)
- Metrosideros nitida Brongn. & Gris (1864)
- Metrosideros ochrantha A.C.Sm. (1973)
- Metrosideros operculata Labill. (1825)
- Metrosideros oreomyrtus Däniker (1933)
- Metrosideros ovata (C.T.White) J.W.Dawson (1976)
- Metrosideros paniensis J.W.Dawson, Bull. Mus. Natl. Hist. Nat., B (1984 publ. 1985)
- Metrosideros parallelinervis C.T.White (1942)
- Metrosideros parkinsonii Buchanan (1883)
- Metrosideros patens J.W.Dawson, Bull. Mus. Natl. Hist. Nat., B (1984 publ. 1985)
- Metrosideros perforata (J.R.Forst. & G.Forst.) Druce (1917)
- Metrosideros polymorpha Gaudich. (1830)
- Metrosideros porphyrea Schltr. (1906)
- Metrosideros punctata J.W.Dawson, Bull. Mus. Natl. Hist. Nat., B (1984 publ. 1985)
- Metrosideros ramiflora Lauterb. (1912)
- Metrosideros regelii F.Muell., Trans. Roy. Soc. Victoria, n.s. (1889)
- Metrosideros robusta A.Cunn. (1839)
- Metrosideros rotundifolia J.W.Dawson (2000)
- Metrosideros rugosa A.Gray, U.S. Expl. Exped. (1854)
- Metrosideros salomonensis C.T.White (1951)
- Metrosideros sclerocarpa J.W.Dawson (1990)
- Metrosideros × subtomentosa Carse (1927)
- Metrosideros tetragyna J.W.Dawson (1976)
- Metrosideros tetrasticha Guillaumin, Mém. Mus. Natl. Hist. Nat., B (1953)
- Metrosideros tremuloides (A.Heller) Rock (1913)
- Metrosideros umbellata Cav. (1797)
- Metrosideros waialealae (Rock) Rock, Board Agric. For. (1917)
- Metrosideros whitakeri J.W.Dawson (2000)
- Metrosideros whiteana J.W.Dawson (1976)